# Heller Tools
Heller Tools ist ein Werkzeughersteller aus dem niedersächsischen Dinklage, der aus der Gebrüder Heller KG einem internationalen Unternehmen, das sowohl Tiefbohrwerkzeuge entwickelte und produzierte, als auch in Eigendarstellung die größte deutsche Holzbohrerfabrik und Zangenfabrik war hervorging.

## Geschichte
Jacob Heller (1583) war ein Bohrerschmied aus Schmalkalden. Er war der Erste mit einer Erlaubnis, Bohrer zu fertigen. Die Firma wurde 1849 im thüringischen Schmalkalden von seinem Nachfahren, dem Bohrerschmied Joh. Georg Heller gegründet. Nachdem seine Söhne das Unternehmen übernommen hatten, wurde es in Gebrüder Heller umbenannt.
Heller entwickelte den ersten hartmetallbestückten Einlippenbohrer und brachte ihn 1927 auf den Markt. Dieses patentierte Werkzeug ist Vorbild für alle noch heute eingesetzten Tiefbohrwerkzeuge. Zusammen mit den Unternehmen Friedrich Krupp AG und Osram entwickelten sie 1931 als Weltneuheit die Herstellung von Hartmetallwerkzeugen.
Ihre Anker-Bohrer und Glocken waren weltweit bekannt. In den 1930er Jahren waren 750 Mitarbeiter für das Unternehmen tätig, später sogar über 1000.

## Weitere Entwicklung
Wie viele andere Betriebe wurde der Betrieb Gebrüder Heller nach dem Zweiten Weltkrieg in der sowjetischen Besatzungszone verstaatlicht. Die ehemaligen Eigentümer siedelten deshalb nach Bremen über und gründeten dort ein neues Werk.

### Entwicklung in Schmalkalden
Nach der Enteignung erfolgte 1947 die Umwandlung in die Vereinigten Schmalkalder Metallwerke – Landeseigener Betrieb. Dieser wurde später mit anderen Volkseigenen Betrieben zum VEB Ankerwerk zusammengelegt. 1956 erfolge dann der Zusammenschluss mit dem VEB Universalwerk Schmalkalden zur „VEB Werkzeug- und Besteckfabrik“. 1969 wurde das Unternehmen dann mit einem weiteren Kombinat zum VEB Werkzeugkombinat Schmalkalden zusammengeschlossen.
Nach der Wende wurden die Metallwerke in mehrere kleinere Betriebe aufgeteilt.

### Entwicklung in Bremen und Dinklage
Nach der Beendigung des Zweiten Weltkriegs und der Enteignung wurde der Betrieb von seinen ehemaligen Eigentümern nach Bremen umgesiedelt und das Unternehmen war dominierendes Gründungsmitglied in der BTA. 1977 wurde die Firma Gebrüder Heller Dinklage gegründet, die Produktpalette dort umfasste nun keine Tiefbohrwerkzeuge mehr. Der Firmenstandort Bremen wurde geschlossen. Von 2003 bis 2014 gehörte die Gebrüder Heller Dinklage zu der Illinois Tool Works Inc. (ITW), Glenview, USA. Ab Mai 2014 gehört Heller zu der Serafin Unternehmensgruppe. Die Gesellschaft wird als eigenständiges Unternehmen unter dem Namen Heller Tools GmbH weitergeführt und vertreibt seine Produkte weltweit in mehr als 50 Länder.
Heller war lange Zeit insbesondere als Anbieter von Bohrwerkzeugen bekannt. Heute bietet das Unternehmen ein breites Sortiment an Premium-Werkzeugen für den professionellen Anwender an. Dazu zählen Bohrer, Meißel, Diamantwerkzeuge, Multitools, Stich- und Säbelsägen, Kreissägeblätter und Bits.
Produkte der Heller Tools GmbH gewannen mehrfach den RedDot Award und den iF Award.